# Kokole
Kokole je priimek v Sloveniji, ki ga je po podatkih Statističnega urada Republike Slovenije na dan 1. januarja 2010 uporabljalo 55 oseb.

## Znani nosilci priimka
- Jože Kokole (1937—2023), bibliotekar, bibliograf, informatik; telovadec
- Metoda Kokole (*1964), muzikologinja
- Mirko Kokole, fizik, publicist
- Vladimir Kokole (1925—1993), geograf